# Mistrovství světa v basketbalu mužů 1998
13. mistrovství světa  v basketbale proběhlo ve dnech 29. července – 9. srpna v Řecku.
Turnaje se zúčastnilo šestnáct týmů, rozdělených do čtyř čtyřčlenných skupin. Z každé skupiny postoupily nejlepší tři mužstva do Osmifinále, které bylo rozděleno na dvě skupiny po šesti. První čtyři týmy z každé skupiny postoupily do čtvrtfinále, pátý a šestý tým hrál o 9. – 12. místo. Týmy, které v základních skupinách skončily třetím a čtvrtém místě, hrály o 9. - 16. místo. Titul mistra světa získal tým Jugoslávie.

## Pořadatelská města
| Athény                 | Athény                    |
| Olympijská hala (OAKA) | Stádio Eirínis kai Filías |
| Kapacita: 18.700       | Kapacita: 14.776          |
|                        |                           |

## Výsledky a tabulky

### Základní skupiny

#### Skupina A
|    |         | GRE   | ITA   | CAN   | SEN   | V | P | Skóre   | B |
| 1. | Řecko   | ***   | 64:56 | 78:72 | 68:57 | 3 | 0 | 210:185 | 6 |
| 2. | Itálie  | 56:64 | ***   | 79:69 | 76:66 | 2 | 1 | 211:199 | 5 |
| 3. | Kanada  | 72:78 | 69:76 | ***   | 70:57 | 1 | 2 | 211:214 | 4 |
| 4. | Senegal | 57:68 | 66:76 | 57:70 | ***   | 0 | 3 | 180:214 | 3 |

#### Skupina B
|    |            | YUG   | RUS   | PUR   | JPN   | V | P | Skóre   | B |
| 1. | Jugoslávie | ***   | 82:74 | 80:66 | 99:54 | 3 | 0 | 261:194 | 6 |
| 2. | Rusko      | 74:82 | ***   | 86:73 | 83:58 | 2 | 1 | 243:213 | 5 |
| 3. | Portoriko  | 66:80 | 73:86 | ***   | 78:57 | 1 | 2 | 217:223 | 4 |
| 4. | Japonsko   | 54:99 | 58:83 | 57:78 | ***   | 0 | 3 | 169:260 | 3 |

#### Skupina C
|    |             | LIT   | USA   | BRA   | KOR   | V | P | Skóre   | B |
| 1. | Litva       | ***   | 84:82 | 66:62 | 97:56 | 3 | 0 | 247:200 | 6 |
| 2. | USA         | 82:84 | ***   | 83:59 | 88:62 | 2 | 1 | 253:205 | 5 |
| 3. | Brazílie    | 62:66 | 59:83 | ***   | 76:73 | 1 | 2 | 197:222 | 4 |
| 4. | Jižní Korea | 56:97 | 62:88 | 73:76 | ***   | 0 | 3 | 191:261 | 3 |

#### Skupina D
|    |           | ESP   | ARG   | AUS   | NIG   | V | P | Skóre   | B |
| 1. | Španělsko | ***   | 68:67 | 77:76 | 80:68 | 3 | 0 | 225:211 | 6 |
| 2. | Argentina | 67:68 | ***   | 66:62 | 68:51 | 2 | 1 | 201:181 | 5 |
| 3. | Austrálie | 76:77 | 62:66 | ***   | 70:64 | 1 | 2 | 208:207 | 4 |
| 4. | Nigérie   | 68:80 | 51:68 | 64:70 | ***   | 0 | 3 | 183:218 | 3 |

### Osmifinále

#### Skupina A
|    |            | YUG    | RUS    | GRE    | ITA    | PUR    | CAN    | V | P | Skóre   | B |
| 1. | Jugoslávie | ***    | 82:74* | 70:56  | 60:61  | 80:66* | 95:55  | 4 | 1 | 387:312 | 9 |
| 2. | Rusko      | 74:82* | ***    | 60:48  | 71:55  | 86:73* | 81:72  | 4 | 1 | 372:330 | 9 |
| 3. | Řecko      | 56:70  | 48:60  | ***    | 64:56* | 71:64  | 78:72* | 3 | 2 | 317:322 | 8 |
| 4. | Itálie     | 61:60  | 55:71  | 56:64* | ***    | 68:63  | 79:69* | 3 | 2 | 319:327 | 8 |
| 5. | Portoriko  | 66:80* | 73:86* | 64:71  | 63:68  | ***    | 94:81  | 1 | 4 | 360:386 | 6 |
| 6. | Kanada     | 55:95  | 72:81  | 72:78* | 69:79* | 81:94  | ***    | 0 | 5 | 349:427 | 5 |

- s hvězdičkou = zápasy ze základní skupiny.

#### Skupina B
|    |           | USA    | ESP    | LIT    | ARG    | AUS    | BRA    | V | P | Skóre   | B |
| 1. | USA       | ***    | 75:73  | 82:84* | 87:74  | 96:78  | 83:59* | 4 | 1 | 423:368 | 9 |
| 2. | Španělsko | 73:75  | ***    | 86:80  | 68:67* | 77:76* | 73:61  | 4 | 1 | 377:361 | 9 |
| 3. | Litva     | 84:82* | 80:86  | ***    | 84:75  | 61:71  | 66:62* | 3 | 2 | 375:376 | 8 |
| 4. | Argentina | 74:87  | 67:68* | 75:84  | ***    | 66:62* | 86:76  | 2 | 3 | 368:377 | 7 |
| 5. | Austrálie | 78:96  | 76:77* | 71:61  | 62:66* | ***    | 75:63  | 2 | 3 | 362:363 | 7 |
| 6. | Brazílie  | 59:83* | 61:73  | 62:66* | 76:86  | 63:75  | ***    | 0 | 5 | 232:383 | 5 |

- s hvězdičkou = zápasy ze základní skupiny.

### Čtvrtfinále
| 7. srpna 1998 15:15 | Zpráva | Rusko                      | 82 – 67 | Litva         |  | OAKA, Athény Počet diváků: 6 000 Rozhodčí: Iztok Rems (SLO), José la Paix (DOM) |
| 7. srpna 1998 15:15 | Zpráva | Skóre po poločasech: 35:38 |         |               |  | OAKA, Athény Počet diváků: 6 000 Rozhodčí: Iztok Rems (SLO), José la Paix (DOM) |
| 7. srpna 1998 15:15 | Zpráva | Karasjov 31                | Body    | Karnišovas 14 |  | OAKA, Athény Počet diváků: 6 000 Rozhodčí: Iztok Rems (SLO), José la Paix (DOM) |

| 7. srpna 1998 17:30 | Zpráva | USA                        | 80 – 77 | Itálie   |  | OAKA, Athény Počet diváků: 10 000 Rozhodčí: Bill Mildenhall (AUS), Kostas Koromilas (GRE) |
| 7. srpna 1998 17:30 | Zpráva | Skóre po poločasech: 38:41 |         |          |  | OAKA, Athény Počet diváků: 10 000 Rozhodčí: Bill Mildenhall (AUS), Kostas Koromilas (GRE) |
| 7. srpna 1998 17:30 | Zpráva | Hawkins 16                 | Body    | Myers 32 |  | OAKA, Athény Počet diváků: 10 000 Rozhodčí: Bill Mildenhall (AUS), Kostas Koromilas (GRE) |

| 7. srpna 1998 19:45 | Zpráva | Jugoslávie                 | 70 – 62 | Argentina |  | OAKA, Athény Počet diváků: 10 000 Rozhodčí: Romualdas Brazauskas (LIT), Roger Caulfield (CAN) |
| 7. srpna 1998 19:45 | Zpráva | Skóre po poločasech: 34:31 |         |           |  | OAKA, Athény Počet diváků: 10 000 Rozhodčí: Romualdas Brazauskas (LIT), Roger Caulfield (CAN) |
| 7. srpna 1998 19:45 | Zpráva | Bodiroga 14                | Body    | Espil 18  |  | OAKA, Athény Počet diváků: 10 000 Rozhodčí: Romualdas Brazauskas (LIT), Roger Caulfield (CAN) |

| 7. srpna 1998 22:00 | Zpráva | Španělsko                  | 62 – 69 | Řecko       |  | OAKA, Athény Počet diváků: 20 000 Rozhodčí: Reuven Virovnik (ISR), David Jones (USA) |
| 7. srpna 1998 22:00 | Zpráva | Skóre po poločasech: 34:40 |         |             |  | OAKA, Athény Počet diváků: 20 000 Rozhodčí: Reuven Virovnik (ISR), David Jones (USA) |
| 7. srpna 1998 22:00 | Zpráva | Rodríguez 12               | Body    | Ekonomou 21 |  | OAKA, Athény Počet diváků: 20 000 Rozhodčí: Reuven Virovnik (ISR), David Jones (USA) |

### Semifinále
| 8. srpna 1998 18:45 | Zpráva | Rusko                      | 66 – 64 | USA        |  | OAKA, Athény Počet diváků: 15 000 Rozhodčí: Iztok Rems (SLO), Raúl Chaves (ARG) |
| 8. srpna 1998 18:45 | Zpráva | Skóre po poločasech: 37:39 |         |            |  | OAKA, Athény Počet diváků: 15 000 Rozhodčí: Iztok Rems (SLO), Raúl Chaves (ARG) |
| 8. srpna 1998 18:45 | Zpráva | Babkov 30                  | Body    | G. King 10 |  | OAKA, Athény Počet diváků: 15 000 Rozhodčí: Iztok Rems (SLO), Raúl Chaves (ARG) |

| 8. srpna 1998 21:00 | Zpráva | Jugoslávie                        | 78 – 73 | Řecko       |  | OAKA, Athény Počet diváků: 20 000 Rozhodčí: Miguel Ángel Betancor (ESP), Stefano Cazzaro (ITA) |
| 8. srpna 1998 21:00 | Zpráva | Skóre po poločasech: 31:33, 57:57 |         |             |  | OAKA, Athény Počet diváků: 20 000 Rozhodčí: Miguel Ángel Betancor (ESP), Stefano Cazzaro (ITA) |
| 8. srpna 1998 21:00 | Zpráva | Bodiroga 31                       | Body    | Ekonomou 25 |  | OAKA, Athény Počet diváků: 20 000 Rozhodčí: Miguel Ángel Betancor (ESP), Stefano Cazzaro (ITA) |

### Finále
| 9. srpna 1998 20:00 | Zpráva | Jugoslávie                 | 64 – 62 | Rusko             |  | OAKA, Athény Počet diváků: 20 000 Rozhodčí: Reuven Virovnik (ISR), Juan Figueroa (PUR) |
| 9. srpna 1998 20:00 | Zpráva | Skóre po poločasech: 30:35 |         |                   |  | OAKA, Athény Počet diváků: 20 000 Rozhodčí: Reuven Virovnik (ISR), Juan Figueroa (PUR) |
| 9. srpna 1998 20:00 | Zpráva | Rebrača 16                 | Body    | Panov, Kudelin 14 |  | OAKA, Athény Počet diváků: 20 000 Rozhodčí: Reuven Virovnik (ISR), Juan Figueroa (PUR) |

### O 3. místo
| 9. srpna 1998 17:45 | Zpráva | Řecko                      | 61 – 87 | USA       |  | OAKA, Athény Počet diváků: 20 000 Rozhodčí: Bill Mildenhall (AUS), Romualdas Brazauskas (LIT) |
| 9. srpna 1998 17:45 | Zpráva | Skóre po poločasech: 27:48 |         |           |  | OAKA, Athény Počet diváků: 20 000 Rozhodčí: Bill Mildenhall (AUS), Romualdas Brazauskas (LIT) |
| 9. srpna 1998 17:45 | Zpráva | Papanikolaou 18            | Body    | Sasser 23 |  | OAKA, Athény Počet diváků: 20 000 Rozhodčí: Bill Mildenhall (AUS), Romualdas Brazauskas (LIT) |

### O 5. – 8. místo
| 8. srpna 1998 14:15 | Zpráva | Litva                      | 71 – 76 | Itálie   |  | OAKA, Athény Počet diváků: 1 000 Rozhodčí: Juan Figueroa (PUR), Carlos Renato dos Santos (BRA) |
| 8. srpna 1998 14:15 | Zpráva | Skóre po poločasech: 42:46 |         |          |  | OAKA, Athény Počet diváků: 1 000 Rozhodčí: Juan Figueroa (PUR), Carlos Renato dos Santos (BRA) |
| 8. srpna 1998 14:15 | Zpráva | Karnišovas 20              | Body    | Fučka 15 |  | OAKA, Athény Počet diváků: 1 000 Rozhodčí: Juan Figueroa (PUR), Carlos Renato dos Santos (BRA) |

| 8. srpna 1998 16:30 | Zpráva | Argentina                  | 64 – 77 | Španělsko   |  | OAKA, Athény Počet diváků: 2 000 Rozhodčí: Michail Davidov (RUS), Bill Mildenhall (AUS) |
| 8. srpna 1998 16:30 | Zpráva | Skóre po poločasech: 34:37 |         |             |  | OAKA, Athény Počet diváků: 2 000 Rozhodčí: Michail Davidov (RUS), Bill Mildenhall (AUS) |
| 8. srpna 1998 16:30 | Zpráva | Espil 18                   | Body    | Herreros 15 |  | OAKA, Athény Počet diváků: 2 000 Rozhodčí: Michail Davidov (RUS), Bill Mildenhall (AUS) |

### O 5. místo
| 9. srpna 1998 15:30 | Zpráva | Španělsko                  | 64 – 61 | Itálie     |  | OAKA, Athény Počet diváků: 3 000 Rozhodčí: Iztok Rems (SLO), David Jones (USA) |
| 9. srpna 1998 15:30 | Zpráva | Skóre po poločasech: 32:32 |         |            |  | OAKA, Athény Počet diváků: 3 000 Rozhodčí: Iztok Rems (SLO), David Jones (USA) |
| 9. srpna 1998 15:30 | Zpráva | Herreros 17                | Body    | Chiacig 12 |  | OAKA, Athény Počet diváků: 3 000 Rozhodčí: Iztok Rems (SLO), David Jones (USA) |

### O 7. místo
| 9. srpna 1998 13:15 | Zpráva | Argentina                  | 76 – 77 | Litva      |  | OAKA, Athény Rozhodčí: Pascal Dorizon (FRA), José Jeremías Reyes (MEX) |
| 9. srpna 1998 13:15 | Zpráva | Skóre po poločasech: 38:47 |         |            |  | OAKA, Athény Rozhodčí: Pascal Dorizon (FRA), José Jeremías Reyes (MEX) |
| 9. srpna 1998 13:15 | Zpráva | Espil 23                   | Body    | Einikis 18 |  | OAKA, Athény Rozhodčí: Pascal Dorizon (FRA), José Jeremías Reyes (MEX) |

### O 9. – 12. místo
| 7. srpna 1998 11:00 | Zpráva | Portoriko                  | 64 – 76 | Brazílie   |  | OAKA, Athény Rozhodčí: José Jeremías Reyes (MEX), Milivoje Jovčić (YUG) |
| 7. srpna 1998 11:00 | Zpráva | Skóre po poločasech: 27:38 |         |            |  | OAKA, Athény Rozhodčí: José Jeremías Reyes (MEX), Milivoje Jovčić (YUG) |
| 7. srpna 1998 11:00 | Zpráva | Vega 18                    | Body    | Rogério 19 |  | OAKA, Athény Rozhodčí: José Jeremías Reyes (MEX), Milivoje Jovčić (YUG) |

| 7. srpna 1998 13:00 | Zpráva | Austrálie                  | 88 – 71 | Kanada      |  | OAKA, Athény Rozhodčí: Raúl Chaves (ARG), Philippe Leemann (SUI) |
| 7. srpna 1998 13:00 | Zpráva | Skóre po poločasech: 39:35 |         |             |  | OAKA, Athény Rozhodčí: Raúl Chaves (ARG), Philippe Leemann (SUI) |
| 7. srpna 1998 13:00 | Zpráva | Gaze 33                    | Body    | Hamilton 16 |  | OAKA, Athény Rozhodčí: Raúl Chaves (ARG), Philippe Leemann (SUI) |

### O 9. místo
| 8. srpna 1998 12:00 | Zpráva | Brazílie                   | 75 – 79 | Austrálie |  | OAKA, Athény Rozhodčí: Pascal Dorizon (FRA), Roger Caulfield (CAN) |
| 8. srpna 1998 12:00 | Zpráva | Skóre po poločasech: 40:35 |         |           |  | OAKA, Athény Rozhodčí: Pascal Dorizon (FRA), Roger Caulfield (CAN) |
| 8. srpna 1998 12:00 | Zpráva | Ratto 20                   | Body    | Heal 18   |  | OAKA, Athény Rozhodčí: Pascal Dorizon (FRA), Roger Caulfield (CAN) |

### O 11. místo
| 8. srpna 1998 10:00 | Zpráva | Portoriko                  | 92 – 81 | Kanada     |  | OAKA, Athény Rozhodčí: Kostas Koromilas (GRE), António Soares de Campos (ANG) |
| 8. srpna 1998 10:00 | Zpráva | Skóre po poločasech: 60:33 |         |            |  | OAKA, Athény Rozhodčí: Kostas Koromilas (GRE), António Soares de Campos (ANG) |
| 8. srpna 1998 10:00 | Zpráva | Vega 21                    | Body    | Barrett 23 |  | OAKA, Athény Rozhodčí: Kostas Koromilas (GRE), António Soares de Campos (ANG) |

### O 13. – 16. místo
| 2. srpna 1998 15:15 | Zpráva | Senegal                    | 55 – 60 | Japonsko |  | OAKA, Athény |
| 2. srpna 1998 15:15 | Zpráva | Skóre po poločasech: 29:27 |         |          |  | OAKA, Athény |
| 2. srpna 1998 15:15 | Zpráva | Assane N’Diaye 14          | Body    | Sako 12  |  | OAKA, Athény |

| 2. srpna 1998 15:15 | Zpráva | Jižní Korea                | 65 – 89 | Nigérie    |  | Stádio Eirínis kai Filías, Pireus |
| 2. srpna 1998 15:15 | Zpráva | Skóre po poločasech: 36:45 |         |            |  | Stádio Eirínis kai Filías, Pireus |
| 2. srpna 1998 15:15 | Zpráva | Hyun Joo-yup 16            | Body    | Awojobi 24 |  | Stádio Eirínis kai Filías, Pireus |

### O 13. místo
| 3. srpna 1998 15:15 | Zpráva | Japonsko                   | 60 – 70 | Nigérie     |  | OAKA, Athény |
| 3. srpna 1998 15:15 | Zpráva | Skóre po poločasech: 23:33 |         |             |  | OAKA, Athény |
| 3. srpna 1998 15:15 | Zpráva | Orimo 16                   | Body    | Ogwudire 19 |  | OAKA, Athény |

### O 15. místo
| 3. srpna 1998 15:15 | Zpráva | Senegal                    | 75 – 72 | Jižní Korea     |  | Stádio Eirínis kai Filías, Pireus |
| 3. srpna 1998 15:15 | Zpráva | Skóre po poločasech: 45:42 |         |                 |  | Stádio Eirínis kai Filías, Pireus |
| 3. srpna 1998 15:15 | Zpráva | Ba 24                      | Body    | Lee Sang-min 21 |  | Stádio Eirínis kai Filías, Pireus |

## Soupisky
1.  Jugoslávie 
| - Dejan Bodiroga - Vlado Šćepanović - Saša Obradović | - Nikola Lončar - Dragan Lukovski - Miroslav Berić | - Aleksandar Đorđević - Željko Rebrača - Predrag Drobnjak | - Nikola Bulatović - Dejan Tomašević - Milenko Topić |

- Trenér: Željko Obradović.

2.  Rusko 
| - Vasilij Karasjov - Igor Kudelin - Zachar Pašutin | - Jevgenij Kisurin - Dmitrij Domani - Valerij Tichoněnko | - Sergej Babkov - Michail Michajlov - Nikita Morgunov | - Igor Kurašov - Sergej Panov - Vitalij Nosov |

- Trenér: Sergej Bělov

3.  USA 
| - Trajan Langdon - Michael Hawkins - Kiwane Garris | - Jason Sasser - Jimmy King - Bill Edwards | - Jimmy Oliver - Wendell Alexis - Gerard King | - David Wood - Ashraf Amaya - Brad Miller |

- Trenér: Rudy Tomjanovich

4.  Řecko 
| - Georgios Kalaitzis - Georgios Balogiannis - Nikos Boudouris | - Dimitris Papanikolaou - Georgios Sigalas - Angelos Koronios | - Fragiskos Alvertis - Nikos Ekonomou - Iakovos Tsakalidis | - Panagiotis Fassoulas - Efthymis Rentzias - Georgios Karagoutis |

- Trenér: Panagiotis Giannakis.

5.  Španělsko 
| - Francisco Alberto Angulo Espinosa - José Ignacio “Nacho” Rodilla Gil - Ignacio “Nacho” Azofra de la Cuesta | - Juan Antonio Orenga Forcada - Ignacio Pablo “Nacho” Rodríguez Marín - Carlos Jiménez Sánchez | - Rodrigo de la Fuente Morgado - Alberto Herreros Ros - José Antonio Paraíso González | - Ignacio “Iñaki” de Miguel Villa - Alfonso Reyes Cabanas - Roberto Dueñas Hernández |

- Trenér: Manuel “Lolo” Sáinz Márquez.

6.  Itálie 
| - Davide Bonora - Gianluca Basile - Alessandro de Pol | - Gregor Fučka - Gianmarco Pozzecco - Giacomo Galanda | - Carlton Myers - Andrea Meneghin - Alessandro Abbio | - Alessandro Frosini - Roberto Chiacig - Marcelo Dilglay Damião |

- Trenér: Bogdan Tanjević.

7.  Litva 
| - Šarūnas Jasikevičius - Eurelijus Žukauskas - Tomas Masiulis | - Saulius Štombergas - Mindaugas Žukauskas - Tomas Pačėsas | - Darius Lukminas - Dainius Adomaitis - Artūras Karnišovas | - Darius Maskoliūnas - Gintaras Einikis - Virginijus Praškevičius |

- Trenér: Jonas Kazlauskas.

8.  Argentina 
| - Marcelo Patricio Nicola - Hugo Ariel Sconochini - Alejandro Ariel Montecchia | - Esteban Pablo de la Fuente - Juan Ignacio “Pepe” Sánchez - Marcelo Gustavo Milanesio | - Juan Alberto Espil - Diego Marcelo Osella - Fabricio Raúl Jesús Oberto | - Emanuel David “Manu” Ginóbili - Carlos Patricio Simoni - Rubén Óscar Wolkowisky |

- Trenér: Julio César Lamas.

9.  Austrálie 
| - Tony Ronaldson - Brett Maher - Scott Fisher | - Frank Drmić - Sam Mackinnon - Simon Dwight | - Andrew Gaze - Shane Heal - Ben Melmeth | - Chris Anstey - Andrew Vlahov - Paul Rogers |

- Trenér: Barry Barnes.

10.  Brazílie 
| - Marcelo Magalhães Machado “Marcelinho” - André Luís Guimarães Fonseca “Ratto” - Caio Eduardo de Mello Cazziolato | - João José Vianna “Pipoka” - Sandro França Varejão - Demétrius Conrado Ferraciú | - Hélio Rubens Garcia Filho “Helinho” - Marco Aurélio Pegolo dos Santos “Chuí” - Aristides Josuel dos Santos | - Cláudio Antônio Gomes Clemente “Brasília” - Rogério Klafke - Joélcio Joerke “Janjão” |

- Trenér: Hélio Rubens Garcia.

11.  Portoriko 
| - José Rafael “Piculín” Ortiz Rijos - Eddie Casiano Ojeda - Carmelo Travieso Peña | - Eddin Orlando Santiago Cordero - Jerome Alfred Mincy Clark - James Raymond Carter Gaudino | - Javier Antonio “Toñito” Colón Rodríguez - Orlando Vega Smith - Rolando Hourruitiner Ortiz | - Édgar Francisco de León Cruz - Daniel Gregg Santiago Lynn - Eugenio Felipe Soto Díaz |

- Trenér: Carlos Morales Otero.

12.  Kanada 
| - Joey Vickery - Sherman Hamilton - David Daniels | - Greg Francis - Will N'Joku - Rowan Barrett | - Kory Hallas - Todd MacCulloch - Martin Keane | - Pete Guarasci - Michael Meeks - Greg Newton |

- Trenér: Steve Konchalski.

13.  Nigérie 
| - Kingsley Ogwudire - Dominic Okon - Oladipo Ayinla | - Daniel Okonkwo - Mohammed Acha - Godwin Owinje | - Julius Nwosu - Yinka Dare - Tunji Awojobi | - Obinna Ekezie - Peter Aluma - Emeka Okenwa |

- Trenér: Ayo Bakare.

14.  Japonsko 
| - Akifumi Yamasaki - Takeshi Yuki - Hiroshi Nagano | - Kenichi Sako - Makoto Hasegawa - Takehiko Orimo | - Takahiro Setsumasa - Makoto Minamiyama - Maikeru Takahashi | - Satoru Furuta - Satoshi Sakumoto - Hiroyuki Tominaga |

- Trenér: Mototaka Kohama.

15.  Senegal 
| - Samba Ali Ngoné Niang - Omer Ba - Boubacar Aw | - Makhtar Vincent N'Diaye - Kader Malik Fall - Vincent da Sylva | - Mamadou Diouf - Raymond Édouard Carvalho - Mouhamadou Sow | - Mamadou N'Diaye - Cheikh Yaya Dia - Assane N'Diaye |

- Trenér: Ousseynou N’Diaga Diop.

16.  Jižní Korea 
| - Choo Seung-gyun - Kang Dong-hee - Kim Hee-sun | - Kim Byong-chul - Cho Sang-hyun - Hyun Joo-yup | - Lee Sang-min - Seo Jang-hoon - Kim Sung-chul | - Yang Kyung-min - Moon Kyung-eun - Kim Joo-sung |

- Trenér: Chung Kwang-suk.

## Konečné pořadí
| Pořadí           | Tým         | Z | V | P | Skóre   | B  |
| ---------------- | ----------- | - | - | - | ------- | -- |
| Zlatá medaile    | Jugoslávie  | 9 | 8 | 1 | 698:563 | 19 |
| Stříbrná medaile | Rusko       | 9 | 7 | 2 | 665:583 | 16 |
| Bronzová medaile | USA         | 9 | 7 | 2 | 739:634 | 16 |
| 4.               | Řecko       | 9 | 5 | 4 | 588:603 | 14 |
| 5.               | Španělsko   | 9 | 7 | 2 | 660:623 | 16 |
| 6.               | Itálie      | 9 | 5 | 4 | 609:608 | 14 |
| 7.               | Litva       | 9 | 5 | 4 | 687:666 | 14 |
| 8.               | Argentina   | 9 | 3 | 6 | 638:652 | 12 |
| 9.               | Austrálie   | 8 | 5 | 3 | 599:573 | 13 |
| 10.              | Brazílie    | 8 | 2 | 6 | 550:599 | 10 |
| 11.              | Portoriko   | 8 | 3 | 5 | 594:600 | 11 |
| 12.              | Kanada      | 8 | 1 | 7 | 571:664 | 9  |
| 13.              | Nigérie     | 5 | 2 | 3 | 342:343 | 7  |
| 14.              | Japonsko    | 5 | 1 | 4 | 289:385 | 6  |
| 15.              | Senegal     | 5 | 1 | 4 | 310:346 | 6  |
| 16.              | Jižní Korea | 5 | 0 | 5 | 328:425 | 5  |